# Municipio de Newburg (Arkansas)
El municipio de Newburg (en inglés: Newburg Township) es un municipio ubicado en el condado de Izard en el estado estadounidense de Arkansas. En el año 2010 tenía una población de 712 habitantes y una densidad poblacional de 6,54 personas por km².

## Geografía
El municipio de Newburg se encuentra ubicado en las coordenadas 36°7′54″N 91°57′46″O / 36.13167, -91.96278. Según la Oficina del Censo de los Estados Unidos, el municipio tiene una superficie total de 108.89 km², de la cual 108,89 km² corresponden a tierra firme y (0 %) 0 km² es agua.

## Demografía
Según el censo de 2010, había 712 personas residiendo en el municipio de Newburg. La densidad de población era de 6,54 hab./km². De los 712 habitantes, el municipio de Newburg estaba compuesto por el 97,47 % blancos, el 1,12 % eran amerindios, el 0,14 % eran asiáticos y el 1,26 % eran de una mezcla de razas. Del total de la población el 0,42 % eran hispanos o latinos de cualquier raza.